# Димитър Бойков
Димитър Бойков е български скулптор.

## Биография
Роден е на 8 март 1927 г. в Асеновград. През 1956 г. завършва Висшия институт за изобразително изкуство „Николай Павлович“, в класа по „Скулптура“ на Марко Марков.
Изявява се в жанровете малка пластика, портрет, фигурална и монументално-декоративна скулптура. Обект на негово внимание са съвременни и историко-революционни теми и образи. Стреми се да предлага нови пластични решения и да оставя индивидуален почерк в творбите си.
По-известни негови произведения са „Гъдулар“, „Помагачка“, „Септември 1923“, „Вдъхновение“ и „Боянският майстор“. Негово дело са паметниците:
- „На загиналите партизани“, с. Церетелово;
- „На Кресненско-Разложкото въстание“, с. Кресна;
- „На загиналите съветски летци“, край Бяла Слатина;
- „На седемте загинали антифашисти“, край Ямбол;
- „Паметник на Кирил и Методий“, Виена;
- Пантеон на възрожденците, Русе (част от колектив).[1][2][3]

От 1957 г. взима участие в общи художествени изложби. Излага свои произведения в Берлин, Будапеща, Варшава, Виена, Делхи и Москва.
През 1973 г. му е присъдена наградата за скулптура „Иван Лазаров“. През 1975 г. получава почетното звание „Заслужил художник“. Носител е на орден „Кирил и Методий“ – I степен.